# Natalija Šimunović
Natalija Šimunović, slovenska violistka, * 15. december 1971, Ljubljana.
Akademska glasbenica violistka, ki se poklicno ukvarja z glasbo. V slovenski literarni prostor je vstopila potom nagradnih literarnih natečajev, kot dobitnica številnih nagrad in nominacij.

## Knjige
- Sotto Voce - zbirka kratkih zgodb, Litera 2017
- Ajda, vila z obzidja -  mladinski roman, Mohorjeva družba iz Celovca 2017
- Elegija -  roman, Litera 2018
- Štirje letni časi ali Kako je Jesenček iskal zimo - slikanica, Založba Bogataj, 2020
- Idra - roman, Založba Bogataj, 2023
- Robot z napako - mladinski roman, Mohorjeva družba iz Celovca 2024

1. ↑  https://www.obrazislovenskihpokrajin.si/oseba/simunovic-natalija/